# Complot de la Ascensión

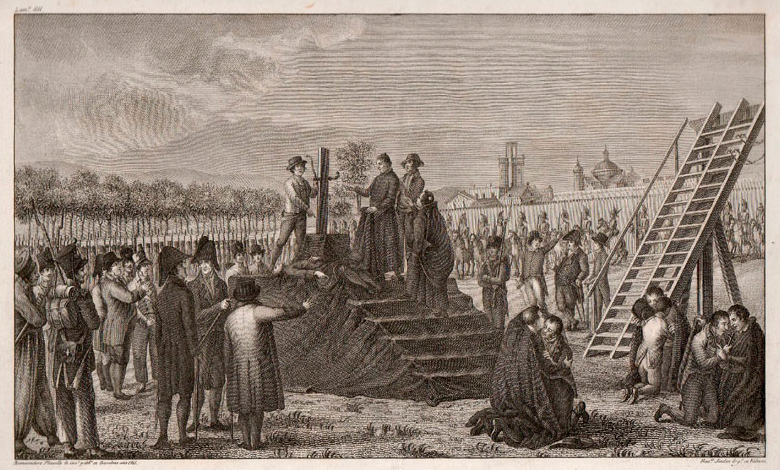
Grabado de Francisco Jordán sobre dibujo de Buenaventura Planella que recrea las ejecuciones del 3 de junio de 1809, con la subida al cadalso del padre Gallifa.

El complot de la Ascensión es el nombre por el que se conoce un fallido plan de sedición que tuvo lugar en 1809 en Barcelona contra las tropas napoleónicas aposentadas en la ciudad, en el marco de la Guerra de la Independencia.

## Historia
Desde que el 13 de febrero de 1808 las tropas francesas, comandadas por el general Guillaume Philibert Duhesme, ocuparon Barcelona, hubo varios planes de sedición, siendo el más ambicioso el previsto para el 7 de mayo de 1809, posteriormente aplazado a la medianoche del 12 de mayo, vigilia de la Ascensión.
La conspiración planeaba un alzamiento popular, con la participación de 8000 ciudadanos, apoyados por el ejército español y el somatén, apostados fuera de murallas, y los buques ingleses que bloqueaban el puerto. Para facilitar la entrada de estas tropas, los sublevados contaban con la complicidad de dos capitanes italianos del ejército napoleónico, Dottori y Provana, sobornados a cambio de abrir las puertas desde dentro. Una vez tomada la fortaleza de Montjuïc, una señal avisaría a los ciudadanos armados para iniciar el motín, tocando a rebato las campanas de diversas iglesias ciudad. Sin embargo, la señal no se produjo por causas desconocidas y la conspiración se vio frustrada. En los siguientes días, la delación de uno de los capitanes traidores, Provana, permitió a los franceses detener a gran parte de los conspiradores.
El 14 de mayo el capitán Provana citó en su domicilio a dos de los instigadores del complot: un comerciante, Salvador Aulet, corredor de cambios reales; y un funcionario de Hacienda, Juan Massana, oficial de consolidación de vales. La reunión era en realidad una trampa y ambos fueron arrestados por el comisario general de Policía, Ramon Casanova. Al día siguiente se detuvo, entre otros, al doctor Joaquín Pou, cura párroco de la Ciudadela, a Juan Gallifa (San Baudilio de Llusanés, 22 de febrero de 1775), clérigo regular teatino, y José Navarro, subteniente del Regimiento de Soria, quien ya era prisionero de guerra tras haber sido herido meses antes en el puente de Molins.

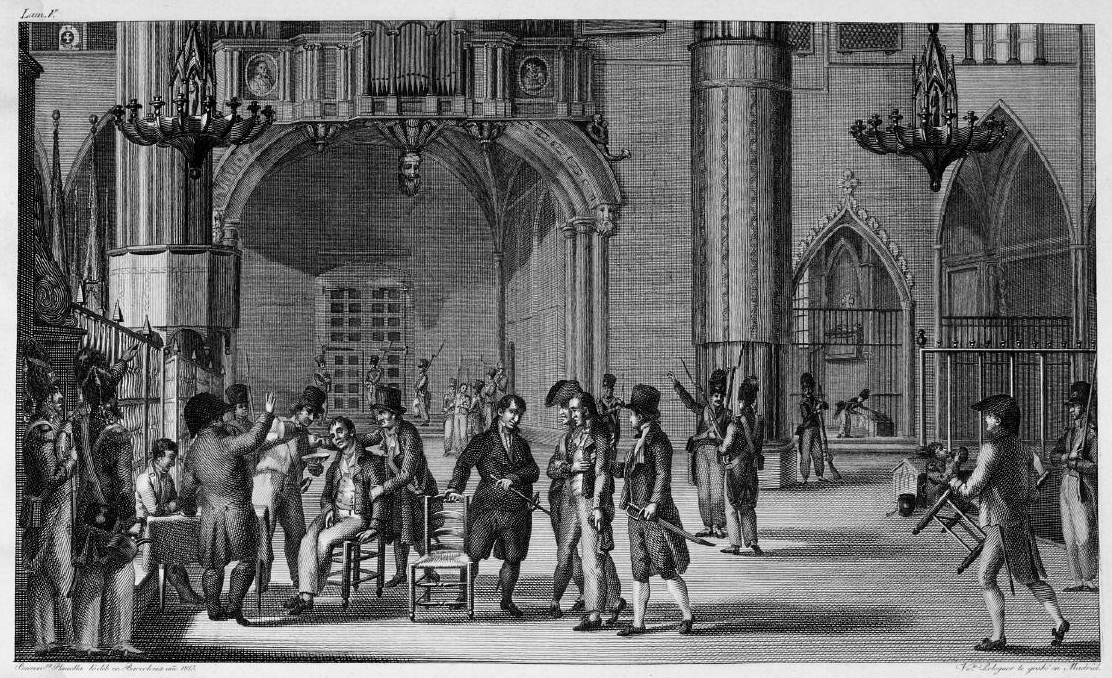
Grabado de Vicente Peleguer por dibujo de Buenaventura Planella que recrea la rendición de Mas, Portet y Lastortras. Desfallecidos, tras tres días escondidos en el órgano de la Catedral, la policía los reanima con vino.

El 2 de junio, en la casa del gobernador de la ciudadela, fueron juzgados por un consejo militar dieciocho presos. Además de los citados Salvador Aulet, Juan Massana, Juan Gallifa, Joaquín Pou y José Navarro, fueron procesados Francisco Compte, portero de la Lonja; Juan Macià, fabricante de naipes; Salvador y Jaime Vilanova, carreteros; Domingo Aumatell, carpintero; Josep Mas, dorador; Magín Closas, herrero; los padres franciscanos Francisco Masramon y Gabriel Mallol; los frailes capuchinos Miguel de Figueras y Mariano de Montblanc; y los presbíteros del Oratorio de San Felipe Neri, Carlos Calafell y Francisco Deop. Massana, Aulet, Gallifa, Pou y Navarro fueron condenados a muerte. El resto de acusados fueron absueltos y puestos en libertad, excepto Juan Macià, Salvador Vilanova y Domingo Aumatell, que continuaron presos a falta de una investigación más exhaustiva sobre su implicación, y Francisco Compte, que inicialmente fue sentenciado a muerte, pero finalmente se le conmutó la pena por la de prisión «hasta la pacificación de España». 
Pou, Gallifa, Aulet, Navarro y Massana, por este orden, fueron ejecutados la tarde del 3 de junio de 1809, en el patíbulo instalado en el glacis de la Ciudadela, junto al Paseo de la Explanada. Los dos primeros, por su condición de sacerdotes, murieron en el garrote y el resto en la horca. Mientras eran sentenciados, otros tres sublevados, el carpintero Ramon Mas, el espartero Julián Portet y el mancebo cerrajero Pedro Lastortras, tocaron a rebato en la campanada de la catedral, en un intento de impedir las ejecuciones. Acorralados en el templo por las tropas napoleónicas, resistieron tres días sin comer ni beber, escondidos en los fuelles del órgano. Finalmente se entregaron a sus perseguidores, tras una falsa promesa de clemencia. Fueron también juzgados, condenados por sedición y ejecutados el 27 de junio de 1809.

## In memoriam

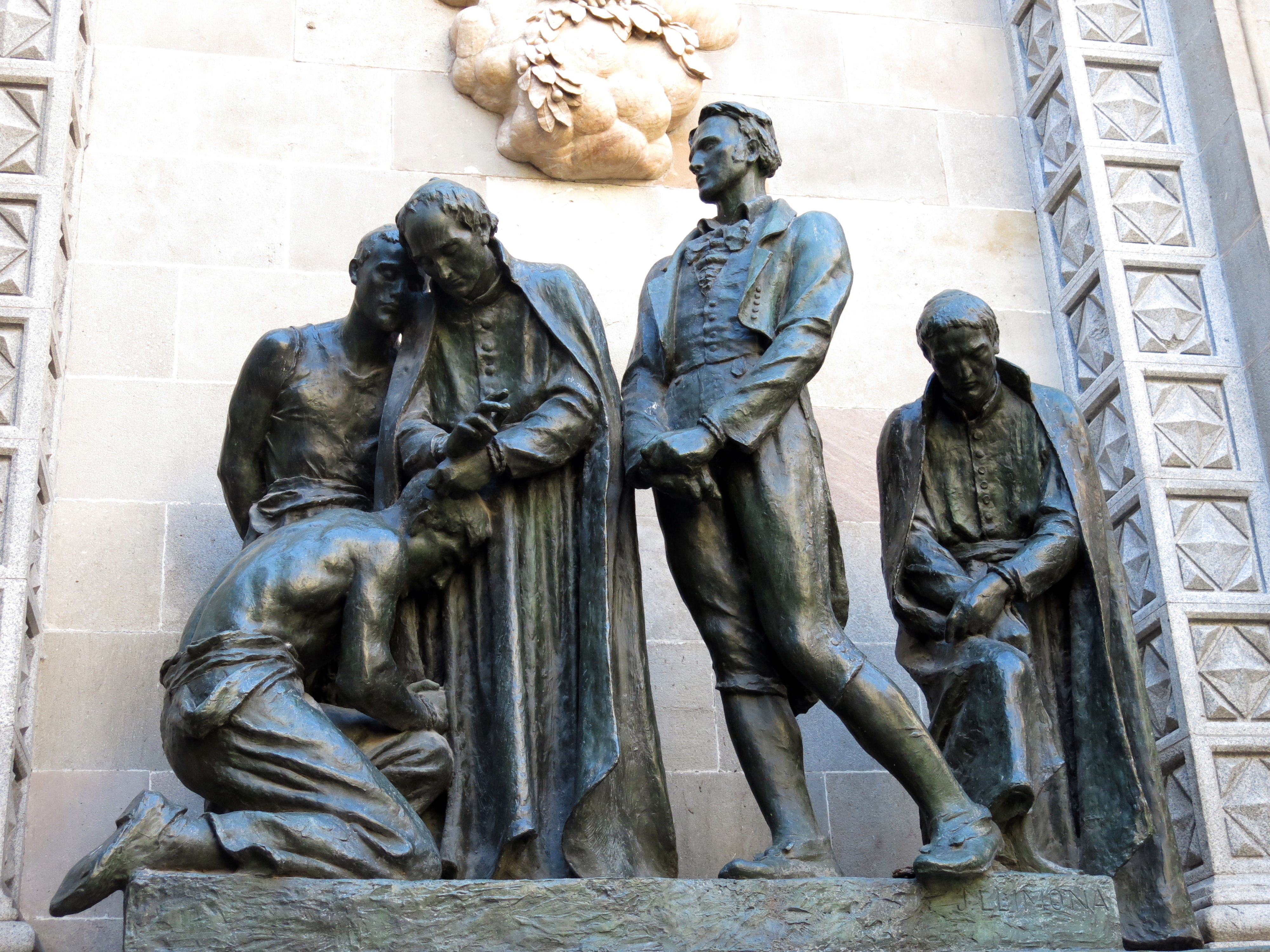
Conjunto escultórico de Josep Llimona en el monumento a los «A los mártires de la independencia», que representa a Salvador Aulet, Juan Massana, el subteniente Navarro y los padres Gallifa y Pou.

El 1815, con el fin de la Guerra de la Independencia, los restos mortales de los ocho ejecutados fueron trasladados a la catedral, para ser enterrados en la sacristía. En 1884 el Ayuntamiento de Barcelona encargó a Venancio Vallmitjana una escultura del padre Joan Gallifa para colocarla en el nuevo Parque de la Ciudadela. Sin embargo, la escultura que representaba la ejecución del fraile no gustó a las autoridades municipales y no llegó a instalarse. 
En 1909, coincidiendo con el centenario de las ejecuciones, se formó una «comisión de homenaje a los mártires», que encargó al arquitecto Augusto Font un panteón en una capilla de la Catedral, donde se trasladaron los restos de los ocho ejecutados, en 1911. Con la dictadura de Primo de Rivera se avivó el «homenaje a los mártires». En 1927 el Ayuntamiento acordó dedicar una calle a cada uno de los ejecutados, siendo elegidas ocho vías cercanas a la nueva Vía Layetana. Ese mismo año se proyectó un conjunto monumental en su memoria, que su ubicaría en una plaza de nueva creación —plaza Garriga i Bachs— frente a la puerta del claustro de la Catedral. El diseño de la nueva plaza y del monumento «A los mártires de la independencia» se encargó al arquitecto Pere Benavent de Barberà y se inauguró, incompleto, en 1929. En 1941, durante la dictadura franquista, el conjunto monumental fue reinaugurado con la incorporación de un grupo escultórico de Josep Llimona que representa en bronce a Aulet, Massana, Gallifa, Pou y Navarro.